# RB Ōmiya Ardija
RB Ōmiya Ardija (jap. RB 大宮アルディージャ, RB Ōmiya Arudīja) ist ein Fußballverein der japanischen Profiliga J. League. Der Klub aus Ōmiya-ku, einem Stadtbezirk der 2001 entstandenen Millionenstadt Saitama (Präfektur Saitama), spielt seit der Saison 2024 in der zweithöchsten japanischen Fußballliga, der J2 League.
Der Name Ardija ist ein dem Spanischen entlehntes Kunstwort, dort heißt ardilla so viel wie Eichhörnchen. Durch die Fusion der Städte Ōmiya und Urawa zu Saitama im Jahr 2001, wurde Ardija zum Stadtrivalen der übermächtigen Urawa Red Diamonds. Obwohl die Eichhörnchen das erste Derby am 9. Juli 2005 überraschend mit 2:1 gewannen, werden sie bis auf Weiteres mit der Rolle der kleinen vorliebnehmen müssen.
Der Verein wurde 1969 als Werksmannschaft des Telekommunikations-Staatsbetriebes NTT unter dem Namen NTT Kantō Soccer-bu (NTT関東サッカー部), englisch NTT Kantō Football Club, gegründet und war beinahe zwanzig Jahre lang nur in verschiedenen Regionalligen der Region Kantō aktiv. Mit dem Gewinn der Meisterschaft aller Regionalligen 1986 gelang NTT der Gewinn des bisher einzigen nationalen Titels, im darauf folgenden Jahr stieg der Verein in die zweite Division der landesweiten Japan Soccer League auf. Doch dann stagnierte die Entwicklung des Vereins, was sich auch nicht änderte, als NTT bei der Gründung der J. League in die neu geschaffene Japan Football League nachrückte. 1998 wurde die Mannschaft als Aktiengesellschaft gegründet: An der NTT Sports Community K.K. (NTTスポーツコミュニティ株式会社, enu ti ti supōtsu komyuniti kabushiki-gaisha) war die NTT Higashi-Nihon und weitere Unternehmen der NTT-Gruppe beteiligt.
Erst als 1999 die zweite Division der J. League gegründet wurde, verstärkte der Konzern sein Engagement beim neuen Zweitligisten, der sich fortan Ōmiya Ardija nannte. Das Eichhörnchen sollte der Mannschaft das Image des sympathischen Außenseiters geben: flink, geschickt und fleißig – so, wie NTT seine Angestellten präsentieren wollte. Das Engagement zeigte Erfolg, und nach fünf Jahren auf den Plätzen vier bis sechs gelang Ardija 2004 der ersehnte Aufstieg ins Oberhaus. 2007 entging man nur knapp der Relegation, als man auf dem 15. Platz landete mit drei Punkten Vorsprung auf Sanfrecce Hiroshima, und dem 16. Platz, welcher die Relegation bedeutet hätte. Zur Saison 2015 stieg der Verein in die zweite Liga ab, schaffte jedoch die direkte Rückkehr ins Oberhaus.
Der Verein wurde 2024 von der Red Bull GmbH zu 100 % übernommen. Der Verein heißt deshalb nun auch RB Ōmiya Ardija und das Logo wurde angepasst.

## Erfolge
- Japanischer Zweitligameister: 2015   ▲
- Japanischer Zweitligavizemeister: 2004   ▲

- Japanischer Drittligameister: 2024  ▲

## Stadion
Der Verein trägt seine Heimspiele im NACK5 Stadium Ōmiya (jap. NACK5スタジアム大宮, nakku faibu sutajiamu Ōmiya) in Saitama in der Präfektur Saitama aus. Das Stadion, dessen Eigentümer die Stadt Saitama ist, hat ein Fassungsvermögen von 15.500 Zuschauern. 

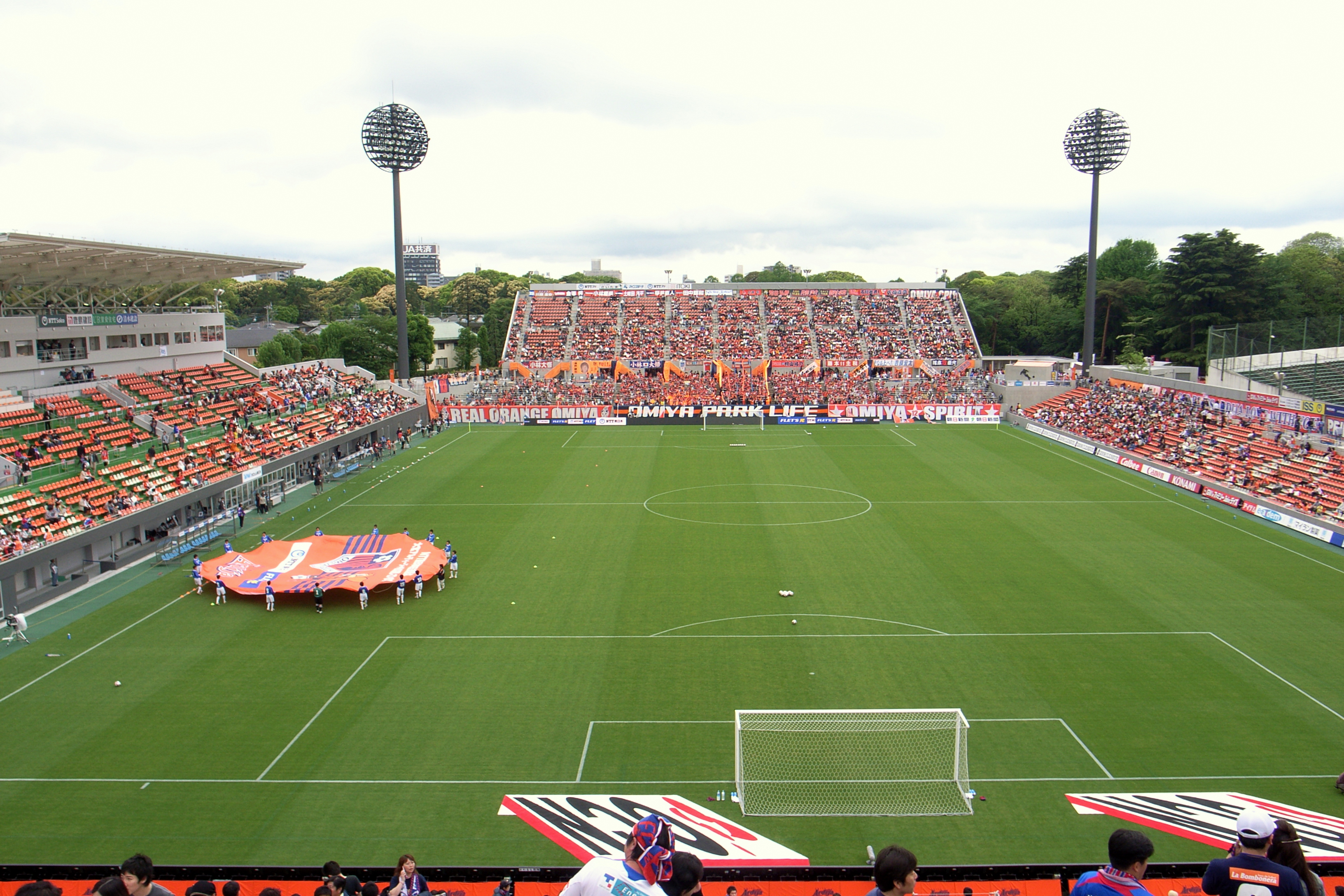
NACK5 Stadium Ōmiya

Koordinaten: 35° 54′ 58,4″ N, 139° 38′ 0,5″ O

## Spieler
Stand: April 2025
| Nr. |           | Position | Name               |
| --- | --------- | -------- | ------------------ |
| 1   | Japan     | TW       | Takashi Kasahara   |
| 4   | Japan     | AB       | Rion Ichihara      |
| 5   | Japan     | AB       | Niki Urakami       |
| 6   | Japan     | MF       | Toshiki Ishikawa   |
| 7   | Japan     | MF       | Masato Kojima      |
| 9   | Kolumbien | ST       | Fabián González    |
| 10  | Japan     | ST       | Yūta Toyokawa      |
| 14  | Japan     | MF       | Toya Izumi         |
| 15  | Japan     | MF       | Kota Nakayama      |
| 16  | Japan     | AB       | Shosaku Yasumitsu  |
| 17  | Japan     | MF       | Katsuya Nakano     |
| 20  | Japan     | AB       | Wakaba Shimoguchi  |
| 21  | Japan     | TW       | Yūki Katō          |
| 22  | Japan     | AB       | Rikiya Motegi      |
| 23  | Japan     | ST       | Kenyu Sugimoto     |
| 26  | Japan     | AB       | Mizuki Hamada      |
| 28  | Japan     | ST       | Takamitsu Tomiyama |
| 29  | Brasilien | ST       | Mauricio Caprini   |

| Nr. |           | Position | Name              |
| --- | --------- | -------- | ----------------- |
| 30  | Brasilien | MF       | Arthur Silva      |
| 31  | Japan     | MF       | Raisei Abe        |
| 32  | Japan     | AB       | Shunya Sakai      |
| 33  | Japan     | MF       | Takuya Wada       |
| 34  | Japan     | AB       | Yosuke Murakami   |
| 36  | Japan     | ST       | Rikuto Heike      |
| 37  | Japan     | AB       | Kaishin Sekiguchi |
| 39  | Japan     | MF       | Taito Kanda       |
| 40  | Japan     | TW       | Kō Shimura        |
| 41  | Japan     | MF       | Teppei Yachida    |
| 42  | Japan     | ST       | Kazushi Fujii     |
| 43  | Japan     | MF       | Yuzuki Kobayashi  |
| 44  | Japan     | AB       | Keita Fukui       |
| 45  | Japan     | TW       | Yūya Tsuboi       |
| 47  | Japan     | MF       | Matthew Edward    |
| 48  | Japan     | ST       | Mark Isozaki      |
| 55  | Brasilien | AB       | Gabriel           |
| 90  | Nigeria   | ST       | Oriola Sunday     |

## Trainerchronik
| Trainer          | Nation      | von              |                   |
| ---------------- | ----------- | ---------------- | ----------------- |
| Pim Verbeek      | Niederlande | 1. Januar 1999   | 31. Dezember 1999 |
| Toshiya Miura    | Japan       | 1. Februar 2000  | 31. Januar 2002   |
| Henk Duut        | Niederlande | 2. Dezember 2001 | 22. Dezember 2002 |
| Masaaki Kanno    | Japan       | 1. Februar 2003  | 13. Oktober 2003  |
| Toshiya Miura    | Japan       | 1. Februar 2004  | 31. Januar 2007   |
| Eijun Kiyokumo   | Japan       | 10. Oktober 2003 | 31. Dezember 2003 |
| Robert Verbeek   | Niederlande | 1. Januar 2007   | 30. Juni 2007     |
| Satoru Sakuma    | Japan       | 1. Juli 2007     | 31. Dezember 2007 |
| Yasuhiro Higuchi | Japan       | 1. Februar 2008  | 31. Januar 2009   |
| Chang Woe-ryong  | Südkorea    | 1. Februar 2009  | 6. April 2010     |
| Jun Suzuki       | Japan       | 24. April 2010   | 19. Mai 2012      |
| Takeyuki Okamoto | Japan       | 31. Mai 2012     | 10. Juni 2012     |
| Zdenko Verdenik  | Slowenien   | 10. Juni 2012    | 11. August 2013   |
| Takeyuki Okamoto | Japan       | 11. August 2013  | 20. August 2013   |
| Tsutomu Ogura    | Japan       | 20. August 2013  | 31. Dezember 2013 |
| Kiyoshi Ōkuma    | Japan       | 1. Februar 2014  | 31. August 2014   |
| Hiroki Shibuya   | Japan       | 1. August 2014   | 28. Mai 2017      |
| Akira Itō        | Japan       | 29. Mai 2017     | 5. November 2017  |
| Masatada Ishii   | Japan       | 6. November 2017 | 31. Januar 2019   |
| Takuya Takagi    | Japan       | 1. Februar 2019  | 31. Januar 2021   |
| Ken Iwase        | Japan       | 1. Februar 2021  | 25. Mai 2021      |
| Norio Sasaki     | Japan       | 26. Mai 2021     | 9. Juni 2021      |
| Masahiro Shimoda | Japan       | 10. Juni 2021    | 25. Mai 2022      |
| Naoki Sōma       | Japan       | 26. Mai 2022     | 18. Mai 2023      |
| Masato Harasaki  | Japan       | 19. Mai 2023     | 31. Januar 2024   |
| Tetsu Nagasawa   | Japan       | 1. Februar 2024  |                   |

## Saisonplatzierung
| Saison | Līga | Teams | Pos.  | Zuschauer | J. League Cup      | Kaiserpokal   |
| ------ | ---- | ----- | ----- | --------- | ------------------ | ------------- |
| 1999   | J2   | 10    | 6.    | 3.450     | -                  | 3. Runde      |
| 2000   | J2   | 11    | 4.    | 4.833     | -                  | 3. Runde      |
| 2001   | J2   | 12    | 5.    | 4.499     | -                  | 1. Runde      |
| 2002   | J2   | 12    | 6.    | 5.654     | -                  | Achtelfinale  |
| 2003   | J2   | 12    | 6.    | 5.911     | -                  | 3. Runde      |
| 2004   | J2   | 12    | 2. ▲  | 7.123     | -                  | Achtelfinale  |
| 2005   | J1   | 18    | 13.   | 12.913    | Viertelfinale      | Halbfinale    |
| 2006   | J1   | 18    | 12.   | 12.871    | Gruppenphase       | Achtelfinale  |
| 2007   | J1   | 18    | 15.   | 13.941    | Gruppenphase       | 4. Runde      |
| 2008   | J1   | 18    | 12.   | 13.102    | Gruppenphase       | Achtelfinale  |
| 2009   | J1   | 18    | 13.   | 15.345    | Gruppenphase       | 3. Runde      |
| 2010   | J1   | 18    | 12.   | 13.397    | Gruppenphase       | Achtelfinale  |
| 2011   | J1   | 18    | 13.   | 11.623    | 2. Runde           | 2. Runde      |
| 2012   | J1   | 18    | 13.   | 12.446    | Gruppenphase       | Viertelfinale |
| 2013   | J1   | 18    | 14.   | 14.333    | Gruppenphase       | Achtelfinale  |
| 2014   | J1   | 18    | 16. ▼ | 13.588    | Gruppenphase       | Viertelfinale |
| 2015   | J2   | 22    | 1. ▲  | 8.408     | -                  | 3. Runde      |
| 2016   | J1   | 18    | 5.    | 14.428    | Viertelfinale      | Halbfinale    |
| 2017   | J1   | 18    | 18. ▼ | 14.897    | Gruppenphase       | Viertelfinale |
| 2018   | J2   | 22    | 5.    | 8.363     | -                  | 3. Runde      |
| 2019   | J2   | 22    | 3.    | 8.891     | -                  | 3. Runde      |
| 2020   | J2   | 22    | 15.   | 2.755     | -                  | -             |
| 2021   | J2   | 22    | 16.   | 4.311     | -                  | 2. Runde      |
| 2022   | J2   | 22    | 19.   | 5.272     | -                  | 3. Runde      |
| 2023   | J2   | 22    | 21. ▼ | 6.758     | -                  | 3. Runde      |
| 2024   | J3   | 20    | 1. ▲  | 7.472     | 1. Runde (Runde 2) | 2. Runde      |
| 2025   | J2   | 20    |       |           |                    |               |